# British Motor Car
Die British Motor Car Company (BMC) war ein US-amerikanischer Automobilhersteller.

## Beschreibung
Das Unternehmen hatte seinen Sitz in San Francisco in Kalifornien. Mit der britischen British Motor Corporation (BMC) stand sie in keinem Zusammenhang. Unter Leitung von Kjell Qvale, der später als Importeur bekannt wurde, entstanden 1952 einige Automobile. Der Markenname lautete BMC.

## Fahrzeuge
Das einzige Modell war ein zweisitziger Roadster, der auf dem britischen Singer SM 1500 basierte. Von ihm stammte auch der Vierzylinder-Reihenmotor mit 1496 cm³ Hubraum und einer Leitung von 58 bhp (43 kW) bei 4600 min−1. Auf diesem Fahrgestell war eine GFK-Karosserie in Pontonform montiert. Der Verkaufspreis betrug US$ 3000,–.